# Theta Draconis
Theta Draconis (Shǎngzǎi (上宰), 13 Draconis) é uma estrela na direção da constelação de Draco. Possui uma ascensão reta de 16h 01m 53.70s e uma declinação de +58° 33′ 52.0″. Sua magnitude aparente é igual a 4.01. Considerando sua distância de 68 anos-luz em relação à Terra, sua magnitude absoluta é igual a 2.41. Pertence à classe espectral F8IV-V.